# Пансканирование
Панскани́рование (англ. Pan & Scan) — один из двух способов согласования широкоэкранного кадра с классическим. Используется при переводе широкоэкранных кинофильмов в кинематографические системы с соотношением сторон экрана близким к академическому 1,37:1, а также при демонстрации по телевидению стандартной четкости с обычным экраном 4:3. Пансканирование предусматривает обрезку исходного изображения фильма по горизонтали при печати фильмокопий и телекинопроекции, в результате которой оставшаяся его часть заполняет новый кадр целиком.
В отличие от экранного каше (англ. Letterbox), сохраняющего исходный кадр полностью, при пансканировании теряется до половины его полезной площади. Поэтому при переводе в классический формат часто применяется «панорамирование» широкоэкранного кадра путём перемещения копируемой области вдоль длинной стороны исходного изображения. Техника выкопировки части кадра применялась при тиражировании фильмокопий для перевода фильмов с широким экраном в классический или узкоплёночный форматы на киноплёнках 35, 16 и 8-мм. Наиболее распространена техника пансканирования при демонстрации широкоэкранных фильмов по телевидению и мастеринге на видеокассетах и оптических видеодисках.
Существует аналогичный способ вертикальной обрезки  для перевода классического кадра в широкоэкранные форматы, называемый Tilt & scan.

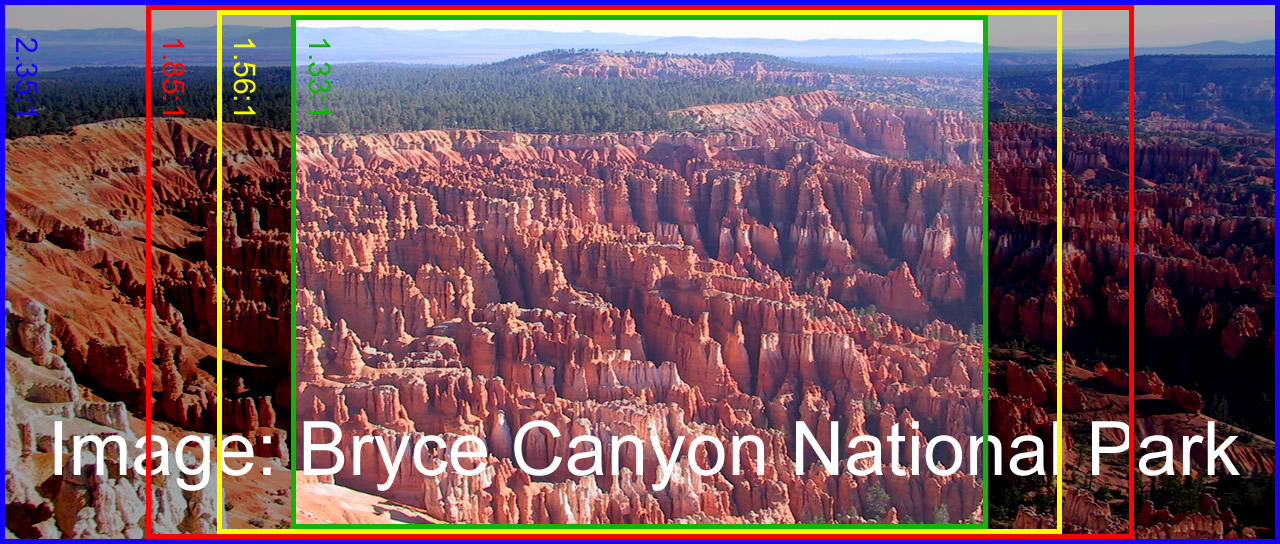
Изображение широкоэкранного кадра, обрезанное до соотношения 1,33:1. Около половины исходного изображения потеряно

## Историческая справка
В первые годы существования широкоэкранных фильмов их демонстрация была возможна лишь в ограниченном количестве специализированных кинотеатров, оснащённых соответствующими кинопроекторами и экраном нужного размера. Во всём Советском Союзе в первые пять лет использования системы «Широкий экран» таких кинотеатров было не больше десяти. Подавляющее большинство кинозалов допускали показ только фильмокопий классического формата с соотношением сторон кадра 1,37:1. Сельские кинопередвижки были по большей части рассчитаны на узкоплёночную проекцию с такими же пропорциями экрана. Необходимость расширения аудитории вынуждала снимать одновременно две версии одного и того же фильма кинокамерами разных форматов. В Голливуде для этого на общем риге монтировали два киносъёмочных аппарата, один из которых снимал фильм анаморфотным объективом с широкоэкранным соотношением сторон, а другой — сферическим на классический кадр. 
Согласование формата разных кадров при этом выполнял кинооператор, кадрируя изображение обеих камер. Впоследствии обычный вариант фильма использовался при оптической печати узкоплёночных. Такая же технология использовалась в СССР наряду с другой, когда одновременная съёмка в разных форматах велась двумя операторами с разных точек, что позволяло увязывать композицию с пропорциями кадра без нарушения её целостности. Однако, чаще всего широкоэкранным аппаратом снимались первые дубли фильмов этого формата, а затем съёмка повторялась обычной камерой. Таким образом создавались картины «Три плюс два», «Алые паруса», «Дон Кихот» и некоторые другие. 
Технология съёмки двух вариантов одного и того же фильма в итоге была признана экономически невыгодной, поскольку удлиняла сроки и удорожала кинопроизводство. Поэтому были разработаны кинокопировальные аппараты, пригодные для перевода широкоэкранного негатива в обычный и узкоплёночный форматы фильмокопий. Первый объектив Micro-Panatar, пригодный для дезанаморфирования и выкопировки части широкоэкранного кадра, был разработан компанией «Панавижн» (англ. Panavision) в 1954 году. В СССР чёрно-белые широкоэкранные фильмы начали переводить в обычный формат при печати с 1958 года, но съёмка цветных фильмов двумя камерами практиковалась значительно дольше из-за низкого качества цветных киноплёнок и необходимости печати с оригинального негатива. Такая практика была полностью прекращена в 1964 году, уступив место пансканированию при оптической печати.
Однако, наиболее широкое распространение технология пансканирования получила при телекинопроекции и изготовлении видеокассет и видеодисков. Широкоэкранный кадр вдвое шире телевизионного и для его демонстрации по телевидению приходится жертвовать частью изображения: в противном случае часть телевизионного экрана необходимо кашировать сверху и снизу полного кинокадра. Последний способ, получивший название «экранное каше», сохраняет первоначальный вид изображения, но детализация, и без того низкая в телевидении стандартной чёткости, часто оказывается неприемлемой. Даже при использовании европейского стандарта разложения 625/50 для демонстрации полного кинокадра «Синемаскоп» с соотношением сторон 2,35:1 в изображении задействованы не более 300 строк, тогда как остальные расходуются на каше. Ограниченные размеры кинескопов большинства телевизоров ещё больше затрудняли просмотр широкоэкранных фильмов с кашированием экрана. Поэтому многие считают обрезку широкоэкранного изображения более предпочтительной, чем демонстрацию узкой «щели». На видеокассетах широкоэкранные фильмы в большинстве случаев выпускались с пансканированием, поскольку качество бытовой видеозаписи значительно ниже, чем у вещательного видеосигнала.
Только с распространением DVD дисков, способных обеспечивать предельную для стандарта чёткость, наметился отход от пансканирования к экранному каше.  
Дополнительным стимулом стало появление телевидения высокой чёткости и телевизоров с большими экранами, соотношение сторон которых стало 16:9 (1,78:1). Широкоэкранные кинокартины значительно проще вписать в такой телеэкран, а кашетированные фильмы с соотношением 1,85:1 и 1,66:1 заполняют его почти полностью. Однако при демонстрации кинофильмов по телевидению стандартной четкости пансканирование до сих пор используется чаще, вследствие небольшой информационной ёмкости телекадра.
Кроме того, пансканирование в формат 16:9 с потерей небольшой части изображения иногда применяется при подготовке видеокопий фильмов с исходным соотношением 2,35:1.

## Технология
При переводе анаморфированного широкоэкранного кадра в классический перед его обрезкой необходима оптическая трансформация изображения с восстановлением правильных пропорций. Это возможно двумя способами: пересъёмкой изображения, даваемого кинопроектором на промежуточном наклонном экране («метод Болтянского», кинокопировальный аппарат 23КТО—1), или оптической печатью дезанаморфотным объективом в кинокопировальном аппарате с прерывистым движением киноплёнки. В обоих случаях в классический кадр попадает не всё изображение широкоэкранного. Последний может содержать сюжетно важные части не только в центре, но и по краям. Некоторые кинокадры построены так, что их центр оказывается пустым, а персонажи ведут диалог, стоя по разные стороны у краёв изображения. В таком случае приходится выбирать кого-то одного из них, или перемещать область выкопировки вдоль исходного кадра. Поэтому простая обрезка по центру неприемлема и часто приходится выбирать не центральную часть кадра при печати фильмокопий классического формата или демонстрации по телевидению стандартной чёткости. 
При необходимости перемещения копируемой области, её скачки недопустимы, поскольку нарушают восприятие видеоряда. Чаще всего область выкопировки остаётся постоянной в пределах одного плана, меняясь только в момент монтажной склейки. Между склейками смещение должно выполняться плавно, создавая ощущение, сходное с панорамированием камеры. Для этого в кинокопировальных аппаратах предусматриваются соответствующие механизмы покадрового взаимного сдвига фильмовых каналов или объектива.
При переводе широкоэкранного или широкоформатного фильма в обычный формат обрезка происходит во время оптической печати дубль-негатива или чаще — мастер-позитива. Узкоплёночные фильмокопии печатались с полученного таким способом 35-мм контратипа. При печати дубль-негатива возможна предварительная разметка отдельных сцен и точный выбор копируемой области, которая может смещаться от центра к любому краю исходного кадра. 
В СССР для перевода широкоэкранных фильмов в обычные применялся специальный кинокопировальный аппарат 23ТТО—1 («Агат 35А—35») с просмотровым столом 50РТО—1 для предварительного изготовления паспорта выкопировки, составляемого оператором-постановщиком фильма. Наиболее гибкой оказалась технология, разработанная в 1964 году группой советских киноинженеров. С широкоэкранного негатива с дезанаморфированием печатался 70-мм мастер-позитив, пригодный для изготовления как широкоформатного дубль-негатива, так и промежуточного контратипа классического формата с выкопировкой сюжетно-важной области. При оптической печати происходил автоматический выбор копируемого на киноплёнку участка изображения в соответствии с паспортом, и, в случае необходимости, панорамирование. Для демонстрации по телевидению использовались фильмокопии классического формата, изготовленные таким же способом для кинопроката или специально для телекинопроектора, с учётом особенностей тоновоспроизведения последнего. Современные технологии телекинопроекции предусматривают цифровой перевод формата, при котором пансканирование может происходить покадрово с высокой точностью.

## Мнение кинопродюсеров
Техника пансканирования несовершенна и неприемлема для многих кинематографистов. Рост значимости телевизионного показа кинофильмов вынуждал искать компромиссные решения, которые воплотились в технологии скрытого кашетирования и появлении «сюжетно важного поля телевидения» в видоискателе киносъёмочного аппарата. В СССР был разработан Универсальный формат кадра (УФК), пригодный для съёмки фильмов, которые могли быть напечатаны как в широкоэкранных форматах, так и в обычном, а в телеэкран вписывались почти без потерь. Большинство производственных форматов появились именно как компромисс между широким экраном кинотеатра и телевизионными стандартами. При съёмке в таких форматах часто сверху и снизу оставляется «запас» изображения, не используемый при печати, но годный для показа полного кадра по телевидению.
Многие кинорежиссёры и продюсеры отрицательно относятся к использованию пансканирования, поскольку оно приводит к потере значительной части изображения и нарушению первоначального авторского замысла. В 1991 году Сидни Поллак начал судебный процесс против датского телевидения, показавшего его фильм «Три дня Кондора» в обрезанном варианте. Суд признал изменение оригинального формата «увечьем» произведения и нарушением прав использования интеллектуальной собственности.